# Казахский мелкосопочник
Каза́хский мелкосо́почник или Сары́-Арка́ (Центрально-Казахстанский мелкосопочник, каз. Сарыарқа — «жёлтый хребет») — преимущественно степь в центральном Казахстане, с небольшими, обрывистыми низкогорными массивами (отсюда и название «мелкосопочник», то есть мелкие сопки).

## География
На западе мелкосопочник ограничен Тургайской ложбиной, на северо-востоке долиной Иртыша, на севере Западно-Сибирской равниной, на юго-западе Туранской низменностью. Протяжённость с запада на восток 1200 км, ширина на западе 900 км и на востоке 400 км. В центре расположены Каркаралинские горы (1403 м), Бугылы (1187 м). Южнее массив Кызылтас с горой Аксоран максимальной высотой 1565 м (высшая точка мелкосопочника), гора Болаттау (длиной в 30 км, шириной 10 км). На юго-западе горы Улытау (1133 м). На севере изолированно расположена Кокшетауская возвышенность (947 м). На востоке хребты Чингизтау (1077 м), Акшатау (1305 м). По окраинам раскиданы обособленные, довольно высокие массивы небольшого (15-30 км) размера — Баянаул (1026 м), Дегелен (1084 м), Жаксы-Жалгызтау (729 м), Бурабай (947 м), Нияз (833 м) и др. В южной части мелкосопочника, в 70 км от Балхаша находится массив Бектау-Ата (1213 м).

### Части
| Абайская область: - Дегелен - Акшатау (горы) - Чингизтау Акмолинская область: - Кокшетау (возвышенность) - Зерендинские горы - Жаксы-Жалгызтау (гора) - Бурабай (горы) - Ерейментау (горы) Павлодарская область: - Баянаульские горы | Улытауская область: - Улытау (горы): Арганаты (хребет) Карагандинская область: - Коянды (горы) - Жельдиадыр - Бугылы - Тагылы - Бектау-Ата - Кызыларай - Каркаралинские горы - Кентские горы - Ку (горы) - Бериккара - Кызылтас (горы) - Кызылжар (горы) | Улытау Возвышенность Кокшетау Каркаралинские горы Чингизтау Баянаул Аксоран НиязКазахский мелкосопочник |

## Экология
Два заповедника, расположенных на территории Казахского мелкосопочника — Коргалжынский и Наурзумский — являются объектом Всемирного наследия ЮНЕСКО.

## Гидрология
В центре мелкосопочника находится Карагандинский артезианский бассейн, также его пересекает множество несудоходных рек.
Крупные реки — Ишим (бассейн Иртыша), Нура, Сарысу, Силеты, Шидерты, Токырау. Питаются главным образом за счёт весеннего снеготаяния, отчасти грунтовыми водами. В половодье они выходят из своих берегов и заливают пойму. В летние месяцы реки мелеют, превращаясь в плёсы и старицы, часто их русла пересыхают. Постоянный сток наблюдается только на Ишиме.
Для обеспечения пресной водой этого региона был построен канал Иртыш — Караганда. В мелкосопочнике много солёных озёр. Пресноводные озёра расположены в основном в районе Кокчетавской возвышенности — Боровое, Щучье, Большое Чебачье, Имантау и другие (так называемые Боровые озёра).

## Климат
Так как Казахский мелкосопочник расположен в отдалении от океанов и морей, здесь беспрепятственно циркулируют Сибирский антициклон и арктические воздушные массы. Поэтому климат здесь сухой и резко континентальный. Зима холодная, средняя температура января −14°С −18°С, минимальная до −46°-48°С. Лето сухое, жаркое, средняя температура июля +20°С +24°С, максимальная до +42°С. Среднегодовое количество осадков 200—300 мм в южной части, 300—400 мм на севере. В горных районах мелкосопочника осадков выпадает больше 370 мм, на северных и западных склонах Кокчетавской возвышенности до 480 мм.

## Рельеф и геологическое строение
Казахский мелкосопочник — очень древняя, сильно разрушенная горная область, состоит из выровненных возвышенностей и мелкосопочных низких гор. Между ними раскинулись выровненные участки, большие и малые впадины, котловины, различающиеся геологическим строением и рельефом. Восточная часть мелкосопочника приподнята по сравнению с западной. Мелкосопочник образован из осадочных и магматических пород (гранит, порфирит, кварцит, песчаники и сланцы) палеозоя. В формировании рельефа мелкосопочника главную роль играли направления залегания пород и процессы выветривания. Ветер, дождь, текучие воды разрушали когда-то высокие горы и почти превратили их в равнину. В центральной части мелкосопочника на северных склонах растут сосновые леса, южные склоны голые и скалистые. У подножия гор встречаются скопления обломков горных пород (осыпи).
В западной части мелкосопочника преобладают выровненные и пониженные участки, а останцовые горы и сопки встречаются реже. Древние осадочные и магматические породы раннего палеозоя видны здесь только на высоких скалистых гребнях. На равнинах и во впадинах они погребены под озёрными и морскими отложениями палеогена.
На формирование рельефа этой части Казахского мелкосопочника вместе с продолжительным процессом выветривания повлияли и осадочные породы мелового и палеогенового периодов. Крупная котловина — Тенгиз-Кургальджинская впадина (304 м) — разделяет запад мелкосопочника на две части.

## Галерея
- Кокшетауская возвышенность
- Каркаралинские горы
- Бектау-Ата
- Баянаул, Пик Смелых